# Балинт, Лайош
Лайош Балинт (рум. Lajos Bálint, 6 июля 1929, село Делнице, Королевство Румыния — 4 апреля 2010, Одорхею-Секуеск, Румыния) — Архиепископ Алба-Юлии Римско-католической церкви с 5 августа 1991 по 30 сентября 1993.

## Биография
Лайош Балинт родился 6 июля 1929 года в Дельнице, Королевство Румыния. Он окончил богословский факультет Римско-католического теологического института в Алба-Юлии . Рукоположен в священники 28 апреля 1957 года епископом Мартоном Ароном . Он работал сначала в качестве капеллана в Сфынту-Георге, затем был приходским священником в Футасфалва , Сындоминик и Одорхею-Секуеск.
9 июля 1981 года он был назначен титулярным епископом Новы и епископом-помощником Алба-Юлии. Он был рукоположен в сан епископа в кафедральном Соборе Святого Михаила в Алба-Юлии в день святого покровителя церкви, 29 сентября 1981 года , епископом Анталом Якабом .
После ухода в отставку епископа Антал Якаба 14 марта 1990 года Папа Иоанн Павел II назначил Лайоша Балинта епископом Алба-Юлии. С возведением 5 августа 1991 года епархии Алба-Юлии в сан архиепархии, находящейся в прямом подчинении Святого Престола , Лайош Балинт был возведен в сан архиепископа . Он ушел в отставку из-за болезни 29 ноября 1993 года, в возрасте 64 лет, став почетным архиепископом.
Архиепископ Лайош Балинт позже основал свою резиденцию в муниципалитете Одорхею-Секуеск .
Похоронен на кладбище в родном селе Дельница, Харгита.